# Festival internazionale della musica di Beigang
Il Festival internazionale della musica di Beigang (in cinese: 北港国际音乐文化艺术节) è un progetto della "Associazione Filarmonica di Beigang" (in cinese: 云林县 北港爱乐协会) e si svolge in Beigang, nella provincia di Yunlin, in Taiwan. Dal suo inizio nel 2006, è stato esteso con successo di anno in anno. Nel frattempo, è diventato il più grande festival di musica internazionale nella provincia di Yunlin. Il festival offre una serie di concerti, soprattutto musica del vento (per solista, musica da camera e banda del vento), e una parte educativa all'interno del conservatorio di Chia-Hu (in cinese: 陈家湖音乐学院). Inoltre, il festival organizza un programma interculturale per i musicisti invitati da diversi paesi. Il direttore artistico del Festival internazionale della musica di Beigang è il pianista Heinz Chen.

## Beigang
Beigang (in cinese: 北港镇) è noto per il suo tempio Chaotian, che è uno dei più importanti templi della dea Mazu. Nonostante la scena culturale in Beigang sia attiva solamente durante i giorni spirituali, l'Associazione filarmonica di Beigang si è dedicata al miglioramento dell'educazione musicale di Beigang e le prestazioni di settore. Il centro della festival è in Beigang e qui si svolgono la maggior parte delle attività.

## Storia
Nel 2005 l'Associazione filarmonica di Beigang ha organizzato il primo "Music Festival di Beigang". Si sono eseguiti l'Orchestra del Vento di Beigang e gli allievi del Conservatorio di Chia-Hu in Beigang. Nel 2006 Heinz Chen è stato nominato direttore artistico del festival e gli è stato assegnato di elevare la festa ad un livello internazionale – è quindi stato creato il Festival internazionale della musica di Beigang. Da allora il
festival è diventato molto popolare tra il pubblico, i media e i politici locali. Dal 2005, ogni anno il Governatore di Provincia Su Ji-Feng ha visitato il festival, insieme ad altri politici. Nel 2007 il rettore del Hochschule für Musik di Detmold, Martin Christian Vogel, ha fatto visita al festival in Beigang.

## Concetto
La maggior parte dei concerti si svolgono in Beigang. In più, altre performance avvengono in Douliu Città e Sinying City. Questi eventi si svolgono con l'arte della musica (la cosiddetta "musica seria"). Molto popolari sono diventati diversi spettacoli di musica leggera, ad esempio il concerto ad aria aperta "Notte di interazione culturale" o le prestazioni in un ristorante locale "Concerto del Club". Il festival punta ad un forte scambio interculturale tra i musicisti provenienti da diversi paesi in tutto il mondo. Inoltre, esso promuove musica anche ai bambini e agli interessati amanti di musica. Per questo motivo, prende atto un progetto di insegnamento, in cui
esecutori internazionali condividono le loro conoscenze con gli studenti di Beigang. Sia i concerti che la parte educativa sono gratis per i visitatori, poiché l'organizzazione del festival vuole condividere la musica con chiunque sia interessato senza limitazioni, e la stessa si definisce come organizzazione a scopo benefico.

## Sponsor
Il Festival internazionale della musica di Beigang è finanziato dal Comune di Beigang, dalla Provincia di Yunlin, e dal dipartimento culturale del governo nazionale in Taipei. Marchi musicali come "Jupiter Band Instruments" oppure Kawai, il tempio Chaotian, molte imprese locali e sponsor privati finanziano il festival. Nel 2009 il Festival internazionale della musica di Beigang è stato sovvenzionato anche dall'Accademia Sibelius.

## Copertura mediatica
Diversi giornali locali e nazionali e canali televisivi hanno riportato servizi sul Festival internazionale della musica di Beigang. Anche il "Lippische Landes-Zeitung" (Germania) ha pubblicato un articolo sul festival.

## Musicisti
I seguenti musicisti sono stati invitati a partire dal 2006:
- Lauri Bruins, clarinetto
- Anita Farkas, flauto
- Paz Aparicio García, sassofono
- Noemi Györi, flauto
- Wilfried Stefan Hanslmeier, trombone
- Philipp Hutter, tromba
- Christina Jacobs, sassofono
- Anniina Karjalainen, tromba
- Sofia Kayaya, flauto
- Mizuho Kojima, trombone e Euphonium
- Zoltán Kövér, tromba
- Anna Krauja, soprano
- Paavo Maijala, pianoforte
- Lauri Sallinen, clarinetto
- Juuso Wallin, corno francese

## Associazione filarmonica di Beigang
Il principale organizzatore del festival è l'Associazione filarmonica di Beigang. I suoi membri lavorano gratuitamente e volontariamente.